# Saison 2 d'Une nuit en enfer
Chronologie
Saison 1 Saison 3
Cet article présente le guide des épisodes de la deuxième saison de la série télévisée américaine Une nuit en enfer, la série (From Dusk till Dawn: The Series).

## Épisodes

### Épisode 1:La Soirée d'ouverture
- États-Unis : 25 août 2015

Trois mois plus tard, Satanico travaille dans un abattoir. Elle sert en réalité de taupe pour un braquage orchestré par Richie Gecko. Au Titty Twister, Lord Amancio Malvado exige le retour de Satanico. De leur côté, Seth braque un bureau de change et rejoint Kate. Kate veut cependant retrouver son frère, Scott, devenu un vampire. Seth est obligé de se droguer pour oublier Richie. Il rencontre la tatoueuse Sonja et lui demande des faux papiers.

### Épisode 2:En des temps obscurs
- États-Unis : 1er septembre 2015

### Épisode 3:L'Attaque de Sex Machine
- États-Unis : 8 septembre 2015

- Jeff Fahey (oncle Eddie)
- Briana Evigan (Sonja)
- Chris Browning (en) (Nathan Blanchard)

### Épisode 4:Les Protégées de la maison close
- États-Unis : 15 septembre 2015

Jeff Fahey (oncle Eddie)
Richie et Santanico tentent de développer leur commerce de filles pour atteindre Amancio Malvado. De son côté, Kate retourne dans la maison familiale à Bethel. Seth et Sonja rendent visite à l'oncle Eddie.

### Épisode 5:Liens de sang
- États-Unis : 22 septembre 2015

Jeff Fahey (oncle Eddie)

### Épisode 6:Contes étranges
- États-Unis : 29 septembre 2015

Brandon Smith (capitaine Chance Holbrook), Jesse Johnson (Earl McGraw jeune), Chasity Gibson (Ramona McGraw jeune), Scarlett Grace Petty (Dakota McGraw)

### Épisode 7:Apportez-moi la tête de Santanico Pandemonium
- États-Unis : 6 octobre 2015

- Jeff Fahey (oncle Eddie)
- Osvaldo Fernandez (Tomás)
- Brandon Smith (capitaine Chance Holbrook)
- Blair Bomar (Alice)
- Brett Brock (Larry)

### Épisode 8:La Dernière Tentation de Richard Gecko
- États-Unis : 13 octobre 2015

- Jere Burns (Winchester Greely)
- Blair Bomar (Alice)
- Keith Jardine (Tucker)

### Épisode 9:There Will Be Blood
- États-Unis : 20 octobre 2015

Gary Busey (le prospecteur), Demi Lovato (Maia), Blair Bomar (Alice), Alicia Sanz (Paloma Gutierrez), Julio Oscar Mechoso (un seigneur Culebra)
En 1912, un prospecteur de pétrole découvre le puits de sang. De nos jours, ce puits est exploité par Uxul, la société créée par le frère d'Amacio Malvado. Ce dernier tente de convaincre Richard Gecko de prendre sa place.

### Épisode 10:Santa Sangre
- États-Unis : 27 octobre 2015

- Demi Lovato (Maia)
- Blair Bomar (Alice)
- Vincent Fuentes (Cristobal)
- Keith Jardine (Tucker)